# Шаман (певач)
Јарослав Јурјевич Дронов (рус. Ярослав Юрьевич Дронов; Новомосковск, 22. новембар 1991), познатији под уметничким именом Шаман (стилизовано Shaman), руски је кантаутор и музички продуцент. Познат је по писању и продукцији поп и рок музике. Његов стил комбинује савремену музику, етно певање и јединствене вокалне технике.
Шаман је проглашен за другог најбољег руског певача 2022. у анкети државног Руског центра за истраживање јавног мњења (VTsIOM). 

## Каријера
Наступао је на Фактору А (руској верзији Икс Фактора) 2013. године и руској верзији музичког programa Глас (The Voice) 2014. године. Дронов је узео уметничко име Шаман 2020. године.  
Шаман је 23. фебруара 2022. објавио песму „Устаћемо“ (рус. Встанем) поводом Дана браниоца отаџбине, песму која слави погинуле војнике, која је изашла ноћ уочи руске инвазије на Украјину. У интервјуу за Русију-1 рекао је да верује да му је песма „послата одозго“.  Његов сингл је сакупио 46 милиона прегледа на Јутјубу и представљен је на руском државном каналу Русија-1.  Песма је посвећена руским ратним херојима Великог отаџбинског рата, термин за Други светски рат у СССР-у и Русији. 
Касније у 2022. години је објавио песму „Ја сам Рус" (рус. Я русский).  Песма је постала феномен поп културе у Русији, али је и исмевана на руским друштвеним медијима. 
Шаман је подржао руску инвазију на Украјину. У јануару 2023. наступао је за руске војнике у Луганску и Мариупољу. 
У јулу 2023. године, Шаман је објавио спот за песму  „Моја борба“ (рус. Мой бой).